# Jeroen Guliker
Jeroen Guliker (Haarlem, 10 september 1966) is een Nederlandse schrijver.

## Biografie
Voordat Guliker in 2008 begon met schrijven werkte hij twintig jaar lang in de evenementenbranche. Zijn derde boek "Verborgen Vrucht" werd in 2012 door Crimezone.nl genomineerd voor de Crimezone Thriller Award als debuut van het jaar.